# ウェル美とネス子。
『ウェル美とネス子。』（ウェルみとネスこ）は、2024年10月3日から日本テレビ放送網で放送しているミニ番組である。エステーの一社提供。

## 概要
ウェルネス情報を仕入れるのが大好きな健康オタク女子「ウェル美」（影山優佳）と物事を斜めに見るややさぐれ女子「ネス子」（吉住）が繰り広げるショートドラマ。

## 放送時間
※2025年5月現在
| 放送対象地域 | 放送局            | 放送日時           |
| ------------ | ----------------- | ------------------ |
| 関東広域圏   | 日本テレビ（NTV） | 木曜 21:54 - 22:00 |

- 表記上は21:54からの放送開始であるが、実際は21:57から放送されている。

## 放送内容
| 放送回 | OA日       | 内容                               |
| ------ | ---------- | ---------------------------------- |
| 1      | 2024/10/3  | ウォーキングの誤解                 |
| 2      | 2024/10/10 | 焼き芋は冷やしで！                 |
| 3      | 2024/10/17 | 快眠リラックス法                   |
| 4      | 2024/10/24 | 秋の温活…スパイスちょい足し        |
| 5      | 2024/10/31 | カボチャは皮ごと食すべし！         |
| 6      | 2024/11/7  | 日光浴で骨を元気に！               |
| 7      | 2024/11/14 | みそ汁は飲む美容液                 |
| 8      | 2024/11/21 | 座りすぎはキケンです！             |
| 9      | 2024/11/28 | 「3つの首」でスッキリ              |
| 10     | 2024/12/5  | 焼きみかんで風邪予防               |
| 11     | 2024/12/12 | トドマツの香りでリラックス         |
| 12     | 2024/12/19 | イチゴはヘタを取らずに水洗い       |
| 13     | 2025/1/9   | 「座って」正月太り解消！？         |
| 14     | 2025/1/16  | カイロは貼る位置が大事です！       |
| 15     | 2025/1/23  | 冬の「かくれ脱水」にご用心         |
| 16     | 2025/1/30  | シュワシュワ！炭酸泉で血行促進     |
| 17     | 2025/2/6   | きな粉でかんたん腸活               |
| 18     | 2025/2/13  | 高カカオチョコはダイエットの味方？ |
| 19     | 2025/2/20  | ヨガで鼻づまり解消！               |
| 20     | 2025/2/27  | まばたき下手になってませんか？     |
| 21     | 2025/3/6   | 卵とニラは最高のパートナー         |
| 22     | 2025/3/13  | 耳まわしストレッチでスッキリ！     |
| 23     | 2025/3/20  | 「栄養が無い？」もやしの誤解       |
| 24     | 2025/3/27  | タマネギはみじん切りがオススメ！   |
| 25     | 2025/4/3   | 香りで眠気コントロール             |
| 26     | 2025/4/10  | 冷やご飯で血糖値対策               |
| 27     | 2025/4/17  | 白湯の作り方ご存知ですか？         |
| 28     | 2025/4/24  | しっかり噛んで免疫力アップ         |
| 29     | 2025/5/1   | 新茶でリラックス                   |